# 八幡村 (広島県御調郡)
八幡村（やはたむら）は、かつて広島県御調郡にあった村。現在の広島県三原市八幡町に該当する。

## 概要
八幡町は縄文時代後期から弥生時代・古墳時代に集落が起き、奈良時代末期に御調八幡宮の社領（八幡荘11ヶ村）の村となった。
1889（明治22）年、八幡荘の本庄、篝、垣内、野串、屋中、美生、宮内の7ヶ村が合併して御調郡八幡村となり、大字を編成し役場を宮内においた。
1953（昭和28）年、御調郡八幡村が三原市に編入して現在の八幡町となった。
編入後の1993（平成5）年、旧村域内に山陽自動車道の三原久井インターチェンジや八幡パーキングエリアが開設された。